# Райнгард Гелен
Райнгард Ґе́лен (нім. Reinhard Gehlen; 3 квітня 1902 — 8 червня 1979) — організатор та перший голова (президент) Федеральної розвідувальної служби ФРН BND (1956—1968).
Під час Другої світової війни був офіцером (генерал-майор) Генерального штабу Вермахту, очолював відділ «Сухопутні війська супротивника на Сході». Після війни співпрацював з CIC та ЦРУ США, створив власну мережу розвідників («Організація Ґелена») з колишніх офіцерів Абверу та СС, які допомагали США збирати інформацію про військовий потенціал СРСР та країн Варшавського договору. На базі «Організації Ґелена» в 1956 р. була створена державна розвідувальна служба ФРН.

## Життєпис

### Початок служби
Райнгард Ґелен народився у родині власника книжкової крамниці. У 1920 р. вступив до Рейхсверу — збройних сил Веймарської республіки. Згодом навчався в колегії Генерального штабу, яку закінчив у 1935 р., й був підвищений у званні до капітана та направлений до Генерального штабу армії. За часів уряду Адольфа Гітлера у 1935—1936 рр. служив у Генеральному Штабі. У 1939 р. отримав звання майора; під час німецького нападу на Польщу був заступником начальника штабу піхотної дивізії. У 1940 став офіцером зв'язку фельдмаршала та головнокомандувача німецької армії Вальтера фон Браухіча. Пізніше служив у Генеральному штабі армії.
З початком війни проти СРСР, у липні 1941 р., Ґелену присвоєно звання підполковника. Працював переважно на східному фронті. За наполегливість та здібності був призначений старшим офіцером розвідки німецького Генерального Штабу на східному фронті. У 1942 р. відіграв незначну роль у замаху на Гітлера — після невдалого його виконання, коли після вибуху Гітлер вцілів, роль Ґелена у змові не була розкрита змовниками і він уникнув репресій. Натомість, у грудні 1944 р. отримав підвищення до звання генерал-майора й дістав завдання збирати розвідувальні дані про Радянський Союз і його тактику ведення бойових дій як голова підрозділу іноземних збройних сил Генерального штабу. Зібрану на цій посаді інформацію він використовуватиме й після війни. У березні 1945 р. свідомий кінця Третього рейху, Ґелен та інші високопосадовці розвідки сфотографували матеріали розвідданих Генерального штабу стосовно СРСР і сховали мікрофільми у тайниках в Альпах.

### Післявоєнний період
22 травня 1945 р. Ґелен здався в полон до підрозділу контррозвідки американської армії у Баварії. Під час допиту з'ясувалося, що він мав великий досвід розвідувальної роботи та ґрунтовні знання ситуації в Радянському Союзі, отже було вирішено залучити його до служби США. В обмін на архіви спецслужби та мережу контактів усередині СРСР Ґелена та інших співробітників спецслужби звільнили з таборів військовополонених. Після того, як була досягнута домовленість між Ґеленом та представниками американської розвідки, були викопані тайники з німецькими архівами та переправлені до США. За узгодженням з високопосадовими представниками американської армії та розвідки 20 вересня 1945 р. Ґелена та трьох його співробітників теж переправили до США, де вони почали працювати на американську розвідку.
У липні 1946 р. Ґелена офіційно звільнили з полону і відправили назад до Німеччини для налагодження мережі співробітників з числа колишніх працівників німецької розвідки. Біля Мюнхена він заснував фіктивну Організацію південно-німецького індустріального розвитку, яка насправді займалася вербуванням шпигунів. Спочатку в його організації нараховувалося 350 колишніх агентів німецької розвідки; згодом їх кількість зросла до 4000. Протягом багатьох років Холодної війни агенти Ґелена працювали на ЦРУ, збираючи інформацію про СРСР та країни Варшавського договору.

### «Організація Ґелена»
Мережа співробітників, які працювали на Ґелена з часом отримала назву «Організація Ґелена». Ця організація мала у своєму розпорядженні агентів у багатьох країнах Варшавського договору, де вони займалися збором інформації про країни-союзники СРСР, допомагали антикомуністичній опозиції в цих країнах та намагалися організувати повстання проти комуністичної влади. «Організація Ґелена» знаходилася у тісній співпраці з ЦРУ: Ґелен та його організація займалися збором інформації, а американці підтримували її матеріально, фінансували операції та надавали технічну та транспортну допомогу. За декілька років діяльності організація досягла неабияких успіхів — мала агентів у багатьох країнах радянського табору, викривала агентів-убивць СМЕРШу, організувала підслуховування розмов радянських службовців у Східному Берліні.
Попри ці успіхи, в «Організації Ґелена» була певна кількість радянських подвійних агентів, які завдавали великої шкоди зусиллям американської та інших розвідок. На службі в «Організація Ґелена» знаходилася велика кількість колишніх нацистів, деякі з котрих були причетні до злочинів нацистського режиму. Радянська розвідка використовувала темне минуле деяких агентів Ґелена та примушувала їх до співпраці.

### На чолі західнонімецької розвідки
У 1955 р. «Організація Ґелена» офіційно перейшла у розпорядження новоствореного уряду Федеративної республіки Німеччини на чолі з Конрадом Аденауером. 1 квітня була створена нова розвідувальна структура ФРН — Бундеснахріхтендінст (нім. Bundesnachrichtendienst) БНД. Ґелен та його організація стали основою нової служби, сам він був президентом БНД до 1968 р. Після виходу на пенсію Рейнгард Ґелен помер у 1979 р.

## Нагороди
- Медаль «За вислугу років у Вермахті» 4-го, 3-го і 2-го класу (18 років)
- Медаль «У пам'ять 1 жовтня 1938»
- Залізний хрест 2-го класу (жовтень 1939)
- Орден Хреста Свободи 4-го класу (Фінляндія)
- Хрест Воєнних заслуг 2-го і 1-го класу з мечами
- Німецький хрест в сріблі (28 березня 1945)
- Орден Заслуг pro Merito Melitensi Суверенного військового Мальтійського ордену (1948)
- Великий хрест із зіркою та плечовою стрічкою ордена «За заслуги перед Федеративною Республікою Німеччина» (30 квітня 1968)
- Медаль за відмінну поведінку (США)